# 东坪镇 (安化县)
东坪镇，是中华人民共和国湖南省益阳市安化县下辖的一个建制镇，为安化县县城。

## 行政区划
东坪镇下辖以下地区：
民主社区、资江社区、建设社区、黄合社区、酉茶社区、黄沙坪社区、唐市社区、泥埠桥村、酉州村、羊公村、崇阳观村、双溪村、大城村、林家村、中砥村、辰山村、杨林村、大湖村、株溪口村、木子村、长田村、伊溪村、颜家村、大园村、百选村、芒东村、任坪村、坪溪村、小溪村、仙缸村、玉溪村、青山园村、双青村、马渡村、梅溪村、柳坪村、岩湾村、新局村、槎溪村、烟竹村、吴合新村、城西村、柳树塘村和铁家村。

## 中国传统村落
2012年，黄沙坪老街被评为首批“中国传统村落”。